# Stawczynci
Stawczynci (ukr. Ставчинці) – wieś na Ukrainie, w rejonie chmielnickim obwodu chmielnickiego.